# Cenchrus echinatus
Zacate cadillo (Cenchrus echinatus), también conocido como guizacillo de Cuba u ojo de hormiga, huachapore en Sinaloa, es una especie de planta herbácea perteneciente a la familia Poaceae. Es originaria de América. Presenta una forma ramificada con tallos de hasta 85 cm de altura y vainas marcadamente pilosas. Se distribuye en casi toda Latinoamérica
 Habita ambientes perturbados de los trópicos. Se utiliza para fines medicinales en el tratamiento de padecimientos gástricos, alergias y fiebres.

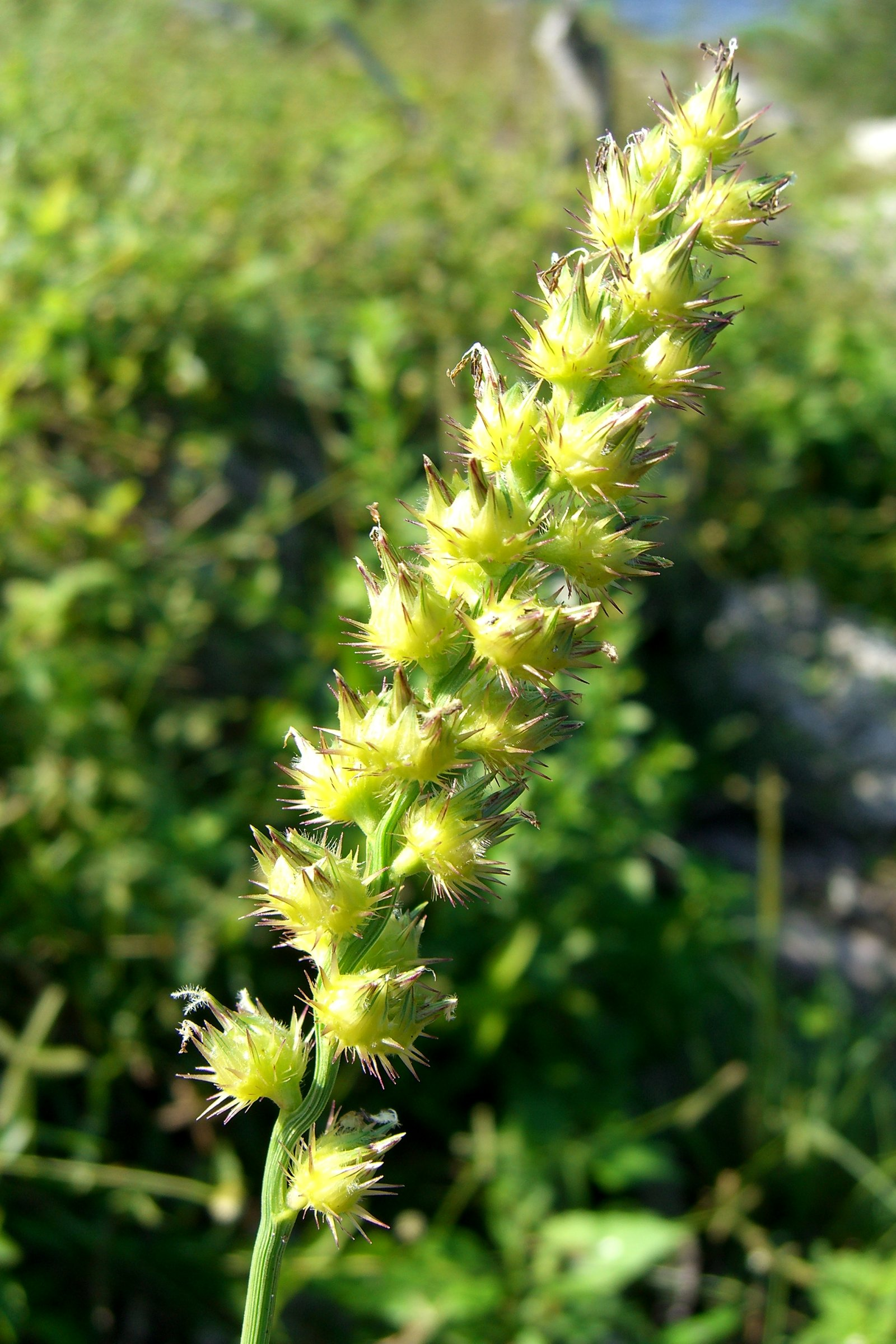
Detalle de la planta

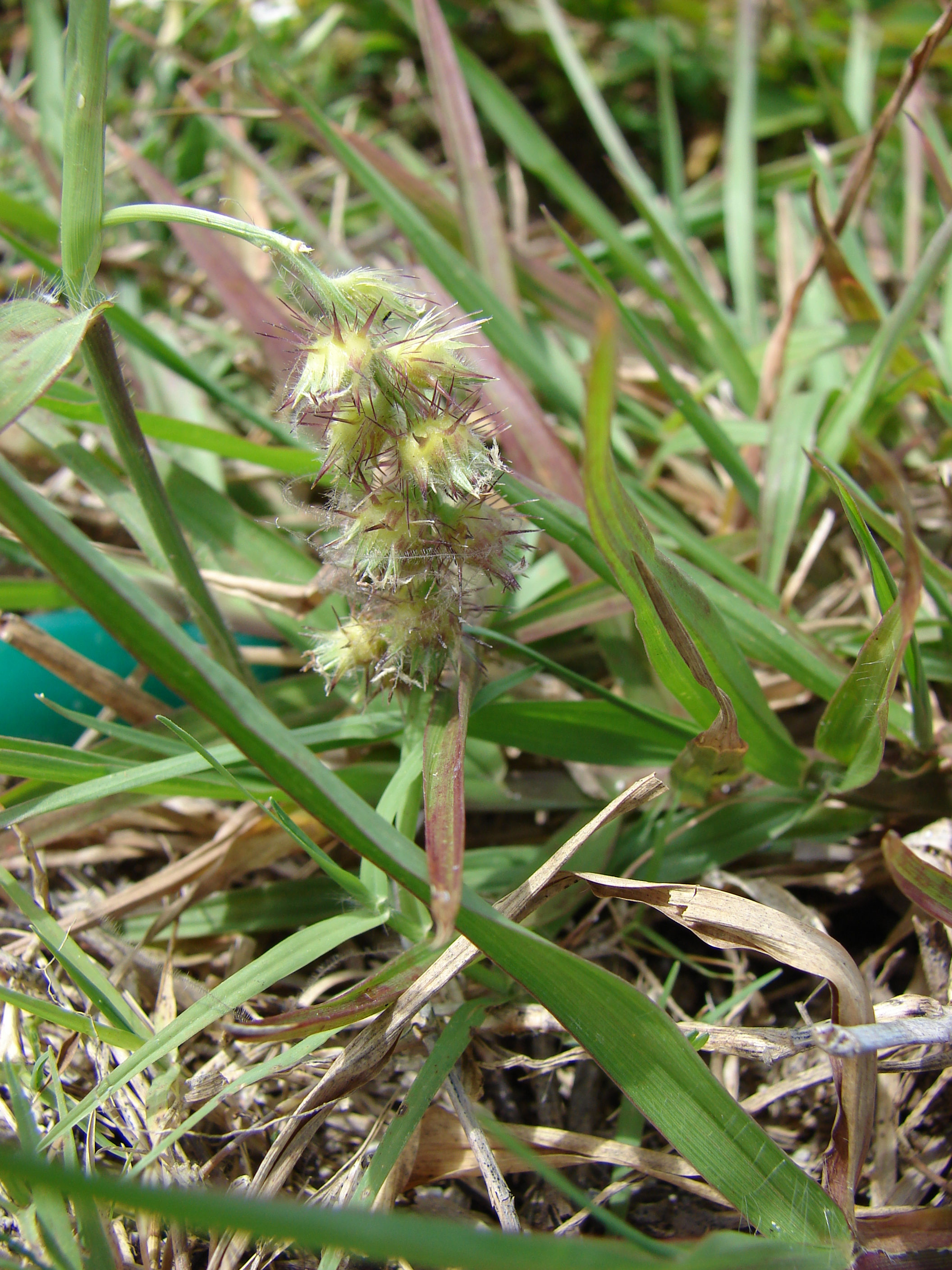
Vista de la planta

## Descripción
Son plantas anuales cespitosas; con tallos de 15–85 cm de alto, erectos o decumbentes, ramificados, glabros. Vainas carinadas, glabras a marcadamente pilosas; lígula de 0.7–1.7 mm de largo; láminas 4–26 cm de largo y 3.5–11 mm de ancho, glabras o esparcidamente pilosas en la haz hacia la base. Inflorescencia 2–10 cm de largo y 2 cm de ancho; cipselas erizadas 5–10 cm de largo y 3.5–6 mm de ancho, cerdas exteriores menos de la mitad de la longitud de las espinas de la cipsela, libres, cilíndricas, retrorsamente escabrosas, las espinas interiores unidas más o menos hasta la mitad, aplanadas, pilosas; espiguillas 2–3 por cipsela erizada, 5–7 mm de largo; gluma inferior 1.3–1.4 mm de largo, 1-nervia, gluma superior 3.8–5.7 mm de largo, 3–6-nervia; flósculo inferior estéril o estaminado; lema inferior 5–7-nervia; pálea inferior más o menos tan larga como la lema inferior; flósculo superior 4.7–7 mm de largo y 1.2–2.3 mm de ancho; anteras 0.8–2.4 mm de largo.

## Distribución y hábitat
Especie común, que se encuentra en playas y sitios perturbados, en trópicos y subtrópicos; a una altitud de 0–760 metros; fl y fr durante todo el año;.

## Propiedades
En Sonora, se aprovecha el fruto o la raíz contra diarreas, afecciones intestinales, alergias y fiebres. Su uso cuando hay flujo vaginal implica hacer lavados de esta planta combinada con granada (Punica granatum), mamey (sp.á n/r) y tepantepazole (Lygodium venustum) (Hidalgo).
Historia
En el siglo XVI, Francisco Hernández de Toledo comenta: "tomada en dosis de un dracma con agua detiene los flujos disentéricos".

## Nombres comunes
- Cadillo, cadillo carretón morado, cadillo de perro, cadillo tigre, espolón, grano de mazote, mozote, mozote, cadillo, zacate erizo, olotillo, Huachapori (Sinaloa y Sonora), cadillo, carretón morado, cadillo tigre, carretelo, roseta, carrapicho, abrojo, cadillo de perro, espolón, grano de mozote, pega-pega, pica-pica, zacate banderilla, pasto camolo, huizapol, ojo de arriera, ojo de hormiga, pasto, Roseta, zacate banderilla, zacate cadillo, zacate erizo,guisaso(cuba) (Español)
- Tahataha (Guaraní)
- Olotillo (Náhuatl)
- Mul, Muul (Maya)
- Guechi-na-ta (Zapoteco)
- Burr Grass, Common sandbur, Southern Sandbur, Spiny Sandbur (Inglés)
- 蒺藜草 (黐頭芒) (Chino)
- Ostrokvět ježatý (Checo)
- Carrapicho (Portugués)
- シンクリノイガ (Japonés)[3]

## Taxonomía
Cenchrus echinatus fue descrita por Carlos Linneo y publicado en Species Plantarum 2: 1050. 1753.
Sinonimia
- Cenchrus brevisetus E.Fourn. ex Hemsl.
- Cenchrus brevisetus E. Fourn.
- Cenchrus cavanillesii Tausch
- Cenchrus crinitus Mez
- Cenchrus echinatus Cav.
- Cenchrus hexaflorus Blanco
- Cenchrus hillebrandianus C.L.Hitchc.
- Cenchrus insularis Scribn. ex Millsp.
- Cenchrus lechleri Steud.
- Cenchrus macrocarpus Ledeb. ex Steud.
- Cenchrus pungens Kunth
- Cenchrus spinifex Cav.
- Panicastrella muricata Moench[7]